# Европейский маршрут E97
Европейский маршрут Е97 E 97 — европейский автомобильный маршрут категории А, соединяющий Херсон и Ашкале (Турция). Длина маршрута — 1360 км.

## Маршрут
Маршрут E 97 проходит через 4 европейские страны:

### Украина

#### Херсонская область
- М-17 Херсон
- Алёшки
  -  на Голую пристань, Скадовск
- E 58 на Мелитополь, Бердянск, Мариуполь, Новоазовск, Таганрог, Ростов-на-Дону
- На Новую Каховку, Таврийск
- мост через Краснознаменский канал (≈60 м)
- на Скадовск
- на Каланчак

### Крым[1]

#### Республика Крым
- 35А-001
- АПП Армянск
- Армянск
  -  35А-003 на Чаплинку, Новую Каховку
- Красноперекопск
  -  35К-001 на Джанкой; 35А-001 на Симферополь
- 35К-001
- Воинка
- Джанкой
  -  35А-002 E 105 на ЮГ: Симферополь, Ялта; на СЕВЕР: Новоалексеевка, Мелитополь
- на Нижнегорский
- Советский
- 35Н-801 на Старый Крым
- Владиславовка
- на Феодосию; А291 «Таврида» на ВОСТОК: Керчь, Анапа, Новороссийск, Сочи; на ЗАПАД: Симферополь, Бахчисарай, Севастополь
- А291 «Таврида»
- 35Н-796 на Феодосию
- 35Н-797 на Батальное
- 35Н-339 на Ленино
- 35Н-803 на Ленино; 35Н-347 на Красногорку
- 35Н-346 на Ленинское
- 35Н-338 на Новониколаевку
- 35Н-321 на Марьевку
- 35Н-317 на Багерово
- На Приозёрное, Аршинцево
- А290
- 35А-006 на Керчь
- Крымский мост (≈19 км.)

### Россия

#### Краснодарский край
- на Тамань
- на Тамань
- 03Н-492 на Тамань, Таманский
- 03Н-491 на Вышестеблиевскую, Сенной
- на  Порт Кавказ
- 03Н-489 на Вышестеблиевскую, Старотитаровскую
- А289 на Темрюк, Славянск-на-Кубани, Краснодар, М4 E 115 «Дон»
- 03А-009 на Джигинку, Варениковскую, Крымск
- Обход Виноградного
- Обход Виноградного
- на  аэропорт Витязево; 03К-109 на Витязево
- Обход Анапы
- Анапа
  -  03А-103 в центр города
  -  03К-010 на Гостагаевскую, Варениковскую, А289
- Обход Анапы
- 03А-103 на Анапскую, Анапу
- Натухаевская
- Вернебаканский
- А146 E 115 на Нижнебаканскую, Крымск, Абинск, Краснодар
- Новороссийск
- М4 «Дон»
- Кабардинка
- Геленджик
  -  03А-556 на  аэропорт Геленджик
  -  Улица Луначарского в центр
  -  Объездная улица в центр
  -  Улица Луначарского в центр
- 03К-166 на Дивноморское
- Возрождение
- 03К-167 на Береговое
- Пшада
- Архипо-Осиповка
- Бжид
- М4 E 592 «Дон» на Горячий Ключ, Адыгейск, Краснодар, Ростов-на-Дону, Воронеж, Москву
- А147
- Джубга
- Лермонтово
- Новомихайловский
- Ольгинка
- Туапсе
  -  03К-003 на Хадыженск, Ашперонск, Майкоп, Р217 «Кавказ»
- Шепси
- Сочи
  - Лазаревское  03К-444 на Калеж
  - Лоо  03К-461 на Верхнеармянскую Хобзу
  - Дагомыс  Барановское шоссе на Барановку
  -  А148 «Дублёр Курортного проспекта» в центр
  -  А148 «Дублёр Курортного проспекта» в центр
  -  Курортный проспект
  - Хоста  03К-452 на Воронцовку
  - Адлер
    -  улица Ленина
    -  А149 «Старое Краснополянское шоссе» на  аэропорт Адлер, Красную поляну
- Сириус
  -  А149 «Новое Краснополянское шоссе» на Красную поляну
  -  Триумфальная улица в Олимпийскую Деревню
  -  Триумфальная улица в Олимпийский парк
  -  Улица Чемпионов в Олимпийский парк
  -  Таврическая улица в Олимпийскую Деревню
  -  АПП Адлер

### Республика Абхазия[2]
- КПП Псоу Абхазия
- Псоу
- Цандрыпш
- Гагра
- Гудаута
- Новый Афон
- Сухум
- Очамчыра
- Гал

### Грузия
- Поти
- Батуми

### Турция
- Трабзон
- Гюмюшхане
- Ашкале

### Связанные маршруты
- E58
- E105
- E115
- E592
- E70
- E80